# Учебное лесничество
Учебное лесничество (адыг. Зыщагъасэхэрэ мэзӏыгъыпI) — посёлок сельского типа в Майкопском муниципальном районе Республики Адыгея России. Входит в состав Кировского сельского поселения.

## Население
Данные по население не предоставляются.

## Улицы
- Лесная
- Офицерская
- Смотровая